# Virbac
Virbac é uma empresa francesa dedicada exclusivamente à saúde animal fundada em 1968 em Carros, perto de Nice, pelo veterinário Pierre-Richard Dick. A empresa é o 6º maior grupo farmacêutico veterinário com um volume de negócios de 948 milhões de euros em 2020.  
A empresa é uma sociedade anonima com conselho fiscal e gestão geral. É listada na Bolsa de Paris desde 1985 e membro do SBF 120. 
A empresa farmacêutica tem uma gama de vacinas e medicamentos para a prevenção e tratamento de doenças graves de animais de companhia e gado .  

## Atividades
A empresa tem 4.900 funcionários em estar presente em mais de 100 países com 33 filiais de vendas. Ele gera quase 88% de suas receitas fora da França. Ele também tem oito centros de pesquisa e desenvolvimento localizados nos Estados Unidos, México, Chile, Uruguai, França, Vietnã, Taiwan e Austrália.
Sua gama de produtos é projetada para cobrir as principais patologias em animais de companhia e gado: parasiticidas internos e externos (colares e pipetas), antibióticos, vacinas, testes diagnósticos, nutrição cão e bate-papo, dermatologia, higiene dental, reprodutiva, aquicultura, anestesia, geriatria e identificação eletrônica (animais de estimação, cavalos...).

## Ligações Externas
- Sitio Oficial
- Relatório Anual da Virbac